# Statuut voor het Koninkrijk der Nederlanden
Das Statuut voor het Koninkrijk der Nederlanden (deutsch Charta des Königreichs der Niederlande) ist ein Teil der Verfassungen des Königreichs der Niederlande und dessen Ländern.
Das Statuut wurde im Jahr 1954 geschaffen,
um die Forderungen der Vereinten Nationen nach Dekolonialisierung zu erfüllen. Alle grundgesetzlichen und einfach-gesetzlichen Regelungen des Königreichs der Niederlande und dessen Ländern sind dem Statuut untergeordnet. Zusammen mit dem grondwet
(im Königreich und im Land Niederlande) und der jeweiligen staatsregeling (in den übrigen Ländern des Königreichs) bildet es die Verfassung des Königreichs und die jeweiligen Landesverfassungen.

## Geschichte
Bis zur Einführung des statuut bestand das Königreich der Niederlande aus den Niederlanden und seinen Kolonien. Die Verfassung war das grondwet von 1815. Gemäß Kapitel XI (Artikel 73 und 74) der Charta der Vereinten Nationen war das Königreich unter anderem zur Dekolonialisierung verpflichtet.
Zwischen dem Königreich und den Kolonien Suriname und Niederländische Antillen wurde das statuut vereinbart. Es regelt seither alle grundsätzlichen Angelegenheiten des Königreichs. Die Verfassungen setzen sich seither zusammen aus dem (übergeordneten) statuut und dem grondwet bzw. der staatsregeling der jeweiligen Länder. 
1975 schied Suriname aus dem Königreich aus und wurde ein souveräner Staat. Das statuut gilt seitdem dort nicht mehr.